# 4,4-dimethyloxazolidine
4,4-dimethyloxazolidine (afgekort tot DMO of DMOZ) is een cyclisch amine uit de groep van oxazolidines. De stof komt voor als een kleurloze, ontvlambare vloeistof met een sterke geur. Ze is wateroplosbaar en veroorzaakt irritatie bij contact met de huid. 

## Synthese
Oxazolidines worden algemeen bereid door de condensatiereactie van een β-aminoalcohol met een aldehyde; voor 4,4-dimethyloxazolidine zijn dit isobutanolamine en formaldehyde. De stof wordt verkocht als een oplossing van ongeveer 78% in water.

## Toepassingen
4,4-dimethyloxazolidine wordt gebruikt als antimicrobieel conserveermiddel in watergebaseerde systemen, waaronder verven, inkten, emulsies, diverse huishoudelijke en industriële schoonmaakproducten, vaatwasproducten, oppervlakteactieve stoffen en metaalbewerkingsvloeistoffen. Het gehalte in eindproducten ligt meestal tussen 0,05 en 0,5 gewichtsprocent. Ze wordt niet gebruikt in producten die met voedsel in contact komen.

## Regelgeving
In de Europese Unie is 4,4-dimethyloxazolidine sedert april 2014 niet meer toegelaten als biocide in producten van productsoorten 6 (conserveringsmiddelen in conserven), 12 (slijmbestrijdingsmiddelen) en 13 (conserveringsmiddelen voor metaalbewerkingsvloeistoffen).